# Benjamin Diedering
Benjamin Diedering (* 17. Mai 1992 in Aken) ist ein deutscher Fotograf, Unternehmer und Gründer.

## Leben
Benjamin Diedering hat Mathematik und Informatik auf Lehramt studiert. Statt nach dem Studium ein Referendariat zu absolvieren, konzentrierte er sich auf sein Hobby, die Fotografie. Als Fotograf ist er Autodidakt und verdiente sein erstes Geld mit Partyfotografie. 2016 gründete er die Kreativagentur BDX Media und arbeitete für Marken wie Adidas, Louis Vuitton, BMW, RB Leipzig, 1 Live Krone, Universal Music, Meta und diverse Festivals auf der ganzen Welt.
Für das Album „Ein Gutes Schlechtes Vorbild“ der Band SDP übernahm Benjamin Diedering mit seinem Team die Konzeption und Produktion der Musikvideos der Singleauskopplungen „Wie viele Lieder muss ich noch schreiben (feat. Montez)“, „Ein Gutes Schlechtes Vorbild“ und „Scheiße Baut Sich Nicht Von Alleine (feat. 257ers)“ Das Album erreichte Platz 1 der Deutschen Albumcharts.
Diedering ist Mitgründer der Founders League, einem erfolgreichen Streamingformat für Start-ups, Gründerinnen und Gründer in Deutschland, Österreich und der Schweiz.

## Privat
Seit Januar 2023 lebt Diedering mit seiner Frau Laura in Los Angeles in Kalifornien. Diederings Hobby ist das Fliegen, im Jahr 2023 überquerte er medienwirksam mit einem zweimotorigen Kleinflugzeug den Atlantik.

## Auszeichnungen
- 2021 Goldene Schallplatte für Produktion des Musikvideos „Weekend“ von Lizot.
- 2020 Leipziger Tourismuspreis für die BDX Leipzig Experience